# یرمونچینو
یرمونچینو (انگلیسی: Yermunchino) یک شهرک در شهرستان تویمازینسکی استان باشقیرستان کشور روسیه است.